# Wang Duanshu
Pour les articles homonymes, voir Wang.
Dans ce nom, le nom de famille, Wang, précède le nom personnel.
Wang Duanshu (chinois 王端淑 ; pinyin Wáng Duānshū), née vers 1621, morte en 1706, est une femme de lettres et peintre chinoise.
Originaire de Shaoxing, elle est mariée avec Ding Shengzhao (1621-1700 ?). Elle vit dans la région de Pékin avant de rejoindre Shaoxing, après la chute de la dynastie Ming en 1644. Là, elle fréquente avec son époux un groupe de lettrés restés fidèles aux Ming dont l'écrivain Zhang Dai (en) et le peintre Zeng Yi. Elle a ensuite vécu à Hangzhou. Elle a entretenu des relations d'amitié avec l'écrivain Li Yu, pour lequel elle a écrit la préface de l'une de ses pièces, et les poétesses Huang Yuanjie (黃媛介) et Wu Shan. Elle a publié une anthologie de poésie féminine intitulée Mingyuan shiwei en 1667. Wang Duanshu était réputée comme poétesse, mais aussi comme peintre et calligraphe,.